# Derolus argentifer
Derolus argentifer là một loài bọ cánh cứng trong họ Cerambycidae.